# Ankpa
Ankpa – miasto w Nigerii, w stanie Kogi.